# Travanca (Oliveira de Azeméis)
Travanca ist ein Ort und eine ehemalige Gemeinde (Freguesia) im portugiesischen Kreis Oliveira de Azeméis. Die Gemeinde hatte 1799 Einwohner (Stand 30. Juni 2011).
Am 29. September 2013 wurden die Gemeinden Travanca, Palmaz und Pinheiro da Bemposta zur neuen Gemeinde União das Freguesias de Pinheiro da Bemposta, Travanca e Palmaz zusammengeschlossen.